# Alice Leeuwerck
Alice Leeuwerck (née le 15 décembre 1990) est une femme politique belge du MR et Bourgmestre de la ville de Comines-Warneton.

## Parcours

### Formation et début de carrière
Alice Leeuwerck obtient un bachelier de traducteur-interprète à l'Institut Marie Haps et un master en études européennes à l'ULB. Elle travaille comme enseignante à l'École internationale Montgomery à Bruxelles de 2015 à 2016 et de 2016 à 2018 comme assistante parlementaire des députés wallons Jean-Luc Crucke et Philippe Bracaval. En 2018, elle est brièvement enseignante à l'Athénée de Comines-Warneton. De plus, elle a fondé sa propre école de langues Alfa Academy en 2017.

### Carrière politique
Depuis 2012, Leeuwerck est conseillère communale de Comines-Warneton. Elle devient bourgmestre après les élections municipales de 2018. Âgée  de 27 ans et tête de liste du parti Ensemble (MR), elle récolte 1150 voix et succède à 66 ans de gouvernance locale par le parti CDH, dont 28 ans sous Gilbert Deleu. La particularité cominoise oblige le Collège à composer avec des élus de l'opposition et Alice Leeuwerck se retrouve à la tête d'une tripartite libérale, écolo et citoyenne, soit 13 élus sur 25.
Elle est vice-présidente nationale des Jeunes MR depuis 2015. Lors des élections de mai 2019, elle est élue député au Parlement wallon. Cependant, n'ayant pas obtenu suffisamment de voix pour cumuler son mandat de bourgmestre avec celui de parlementaire, elle doit faire un choix. Elle opte pour le poste de bourgmestre et cède son siège au Parlement à Véronique Durenne,. Elle devient alors l'une des plus jeunes Bourgmestres de Wallonie,.
Le 18 novembre 2022, Annelies Verlinden installe le nouveau Conseil des bourgmestres composé de 16 bourgmestres dont Alice Leeuwerck fait partie. Elle est désignée pour siéger au conseil fédéral de police afin de représenter la Wallonie.  Elle fait également partie des 28 bourgmestres invités au Palais royal de Bruxelles pour une rencontre avec le Roi Philippe et la Reine Mathilde.
Le 3 novembre 2023, elle annonce briguer un second mandat de Bourgmestre.